# Spio arctica
Spio arctica är en ringmaskart som först beskrevs av Söderström 1920.  Spio arctica ingår i släktet Spio och familjen Spionidae. Inga underarter finns listade i Catalogue of Life.